# Кистехвостка обыкновенная
Кистехвостка обыкновенная, или волнянка античная, или кисточница античная (лат. Orgyia antiqua) — вид бабочек из подсемейства волнянок (Lymantriinae), широко распространённый в Евразии и Канаде. У представителей этого вида очень ярко выражен половой диморфизм.

## Описание
Способность к полёту у этих бабочек наблюдается только у мужских особей. Размах крыльев самцов от 2,5 до 3,5 см; крылья желтовато-коричневого цвета с белыми пятнами. Самки не имеют способности к полёту, но у них сохраняются маленькие крылышки (как рудименты) белого цвета. Сами самки крупнее самцов, серого цвета и покрытые белыми волосками.
В период размножения самка откладывает 200—400 яиц, и погибает сразу после кладки. Гусеницы тёмного цвета, с красными пятнами; имеют 4 жёлтых хохолка на спине, и один рыжеватого цвета на голове. Внешний вид гусениц отпугивает потенциальных хищников, предупреждая их о собственной несъедобности. Обычно самцы в этот период достигают длины до 3 см, самки — до 4,5.

## Экология
Изначально вид был широко распространён по всей умеренной зоне Евразии, однако в наше время колонии этих бабочек были обнаружены в Северной Африке и Канаде.
Практически не имеют врагов в живой природе.
Поскольку гусеницы этих насекомых питаются листьями деревьев, они являются вредителями растений. Средствами борьбы является ручной сбор гусениц и инсектицирование.

## Иллюстрации

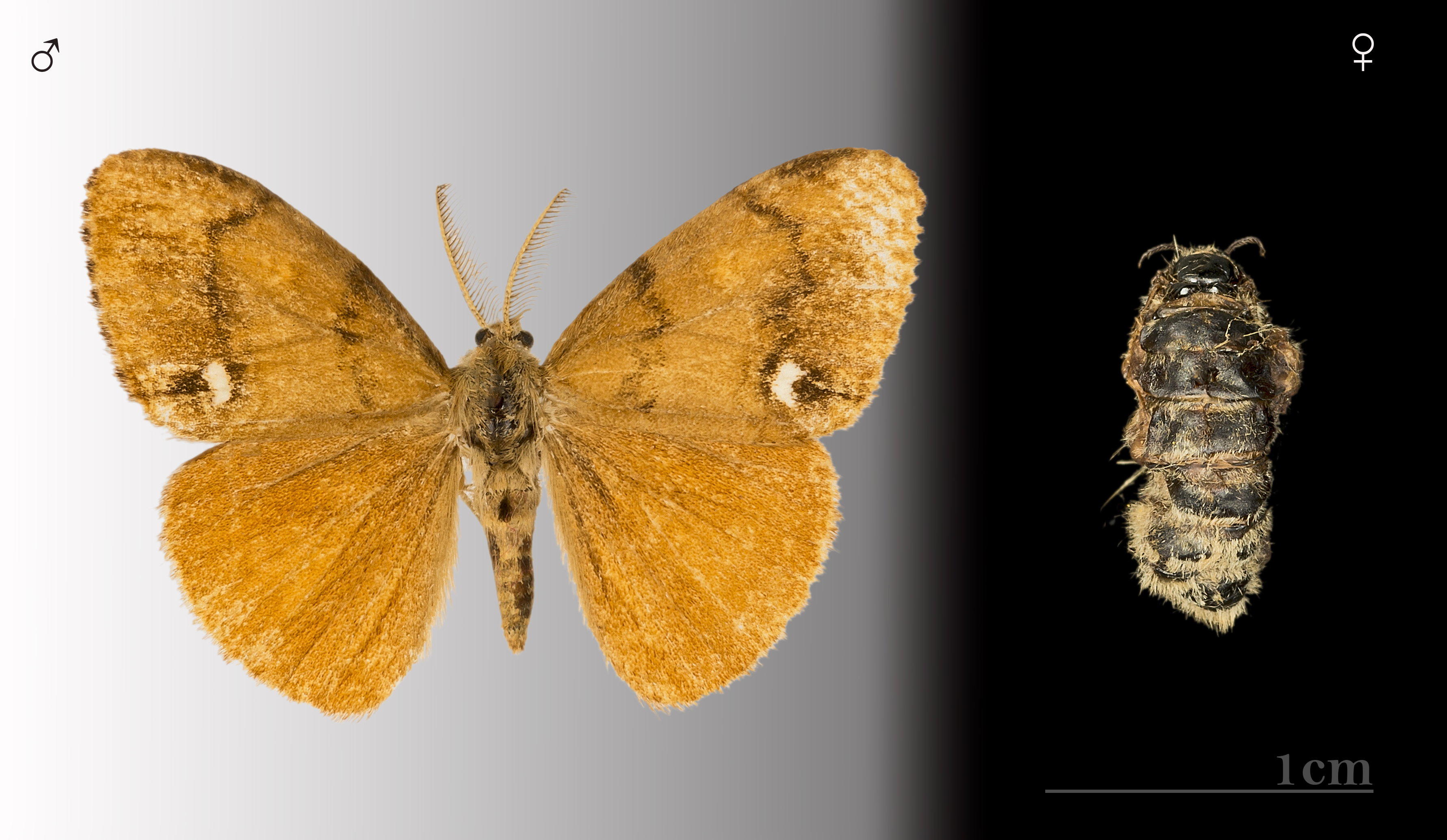
Самец и самка
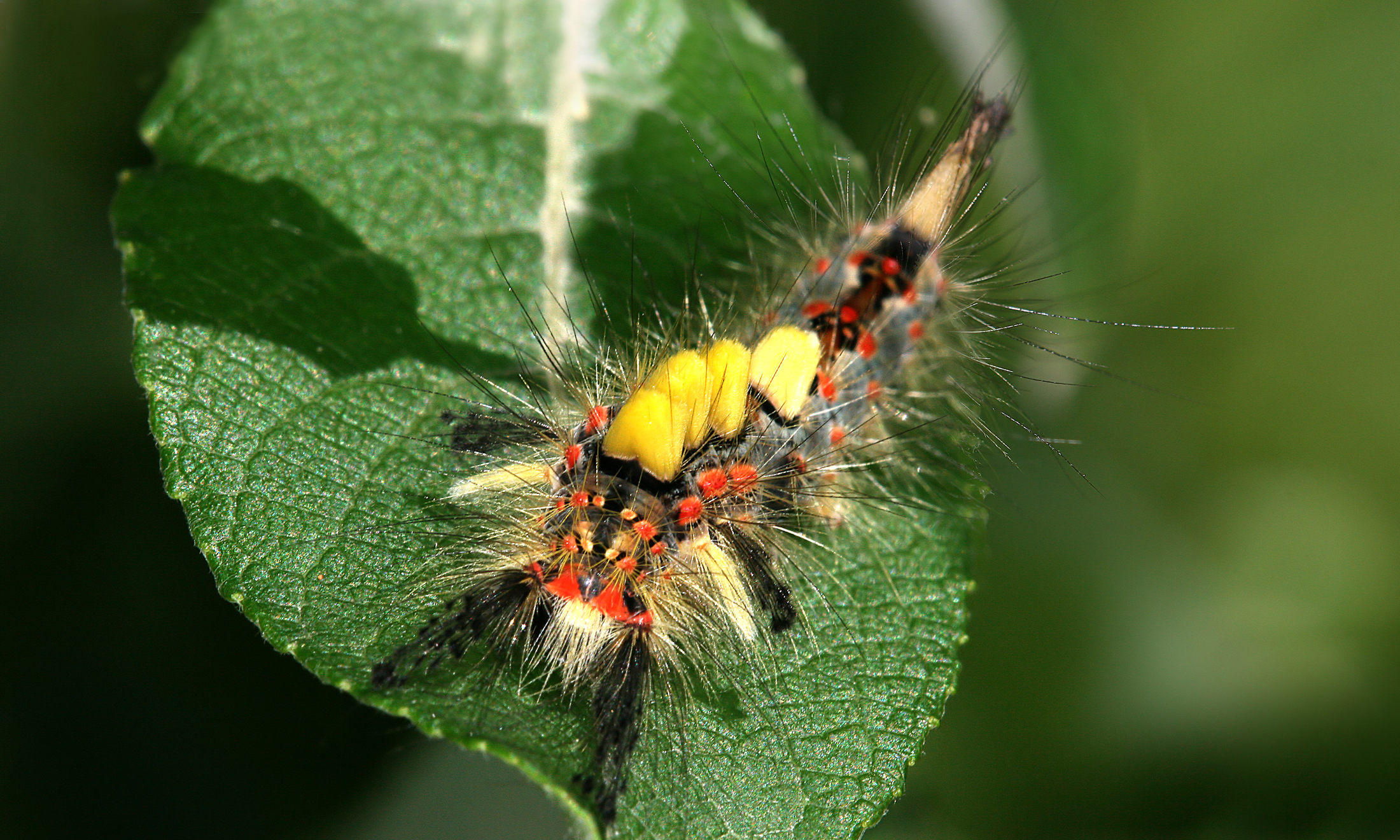
Гусеница